# Sungurlare
Sungurlare (în bulgară Сунгурларе) este un oraș în Obștina Sungurlare, Regiunea Burgas, Bulgaria.

## Demografie
Componența etnică a orașului Sungurlare
     Turci (10,22%)
     Nicio identificare (24,55%)
     Bulgari (59,54%)
     Romi (4,83%)
     Altele (0,83%)
La recensământul din 2011, populația orașului Sungurlare era de 3.226 locuitori. Din punct de vedere etnic, majoritatea locuitorilor (59,54%) erau bulgari, existând și minorități de turci (10,22%) și romi (4,83%). Pentru 24,55% din locuitori nu este cunoscută apartenența etnică.